# Vera Cruz (film)

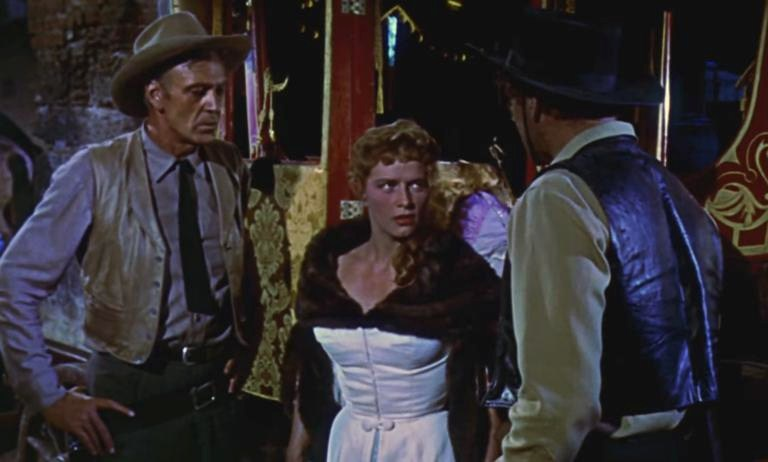
Scena z filmu

Vera Cruz – amerykański kolorowy western z 1954 roku w reżyserii Roberta Aldricha.

## Fabuła
Rok 1866, w Meksyku trwa wojna domowa. Trafiają tam dwaj awanturnicy: Benjamin Trane (Gary Cooper) – były major wojsk konfederackich i Joe Erin (Burt Lancaster) – pospolity bandyta. Obaj chcą się szybko wzbogacić. Dlatego przystają na propozycję cesarza Maksymiliana, by stanowić eskortę dla hrabiny Duvarre, udającej się do portu Veracruz. Wkrótce obaj dowiadują się, że kobieta przewozi złoto dla armii. Postanawiają je skraść, ale nie są jedynymi chętnymi.

## Obsada
- Gary Cooper – Benjamin Trane
- Burt Lancaster – Joe Erin
- Denise Darcel – hrabina Marie Duvarre
- Cesar Romero – markiz Henri de Labordere
- Sara Montiel – Nina
- George Macready – cesarz Maksymilian
- Jack Elam – Tex
- Ernest Borgnine – Donnegan
- James McCallion – Little-Bit
- Morris Ankrum – generał Ramírez
- James Seay – Abilene
- Henry Brandon – kapitan Danette
- Archie Savage – Ballard
- Charles Buchinsky – Pittsburgh
- Charles Horvath – Reno
- Jack Lambert – Charlie
- Juan García – Pedro